# Jumelles Tolmatcheva
Anastasia Andreïevna et Maria Andreïevna Tolmatcheva (en russe : Мари́я Андре́евна и Анастаси́я Андре́евна Толмачёвы), dites les jumelles Tolmatcheva (en russe : Сёстры Толмачёвы), nées le 14 janvier 1997 à Koursk en Russie, sont des chanteuses russes.
Elles sont de vraies jumelles.

## Eurovision
Elles ont remporté le Concours Eurovision de la chanson junior en 2006 pour la Russie avec la chanson Vesenniy jazz (Jazz printanier).
Elles ont fait une apparition lors de l'ouverture de la 1re demi-finale du Concours Eurovision de la chanson 2009.

## Eurovision 2014

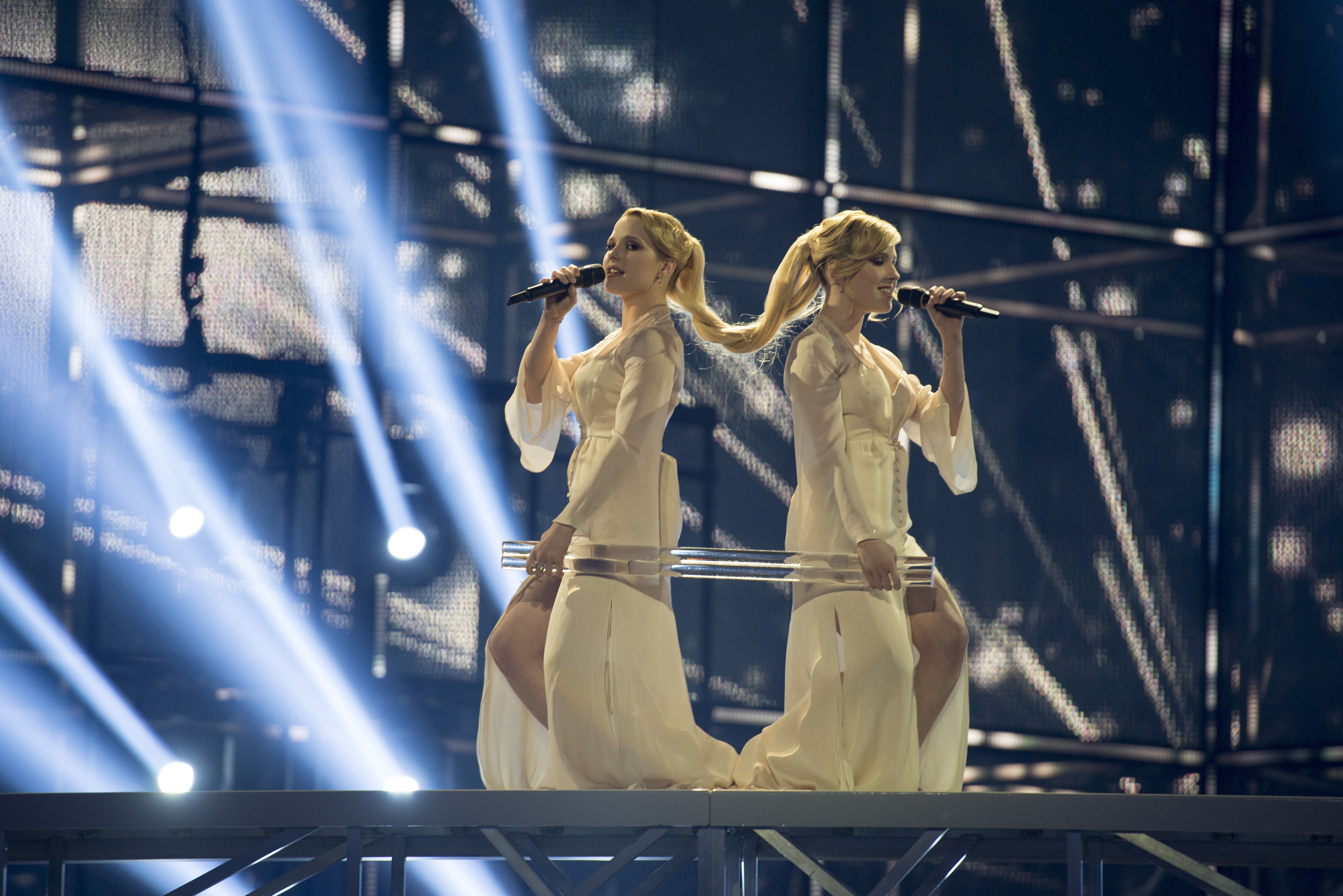
Les jumelles Tolmatcheva, pays représenté : Russie, avec la chanson "Shine" durant la première répétition générale de la première demi-finale du Concours Eurovision de la chanson 2014.

Le 8 mars 2014, elles furent sélectionnées afin de représenter la Russie à l'Eurovision 2014, devenant les premières gagnantes du concours junior à participer à l'Eurovision pour adultes.
Elles se classent 6es à la demi-finale, où les dix premiers sont qualifiés pour la finale. En finale, elles arrivent à la 7e place. Elles sont largement huées par le public en raison de la crise en Ukraine.